# Шарлотт Индепенденс
«Ша́рлотт Индепе́нденс» (англ. Charlotte Independence) — американский профессиональный футбольный клуб из города Шарлотт штата Северная Каролина. Выступает в лиге один ЮСЛ, третьей по уровню футбольной лиге США.

## История
17 сентября 2014 года лига USL Pro объявила о создании в Шарлотте своей новой франшизы — «Шарлотт Индепенденс», которая стала заменой «Шарлотт Иглз», опустившемуся в Premier Development League.
Название Independence (с англ. — «независимость») отсылает к Мекленбергской декларации независимости, которая якобы была провозглашена 20 мая 1775 года и является первым документом колоний, призвавшим к независимости от Англии. На эмблеме клуба изображены надпись 1775 и, скачущий верхом на лошади, капитан Джеймс Джек, который будто бы привёз декларацию в Филадельфию.
5 декабря 2014 года был представлен первый главный тренер клуба — Майк Джеффриз. 8 января 2015 года клубом были подписаны первые два игрока — Хорхе Эррера и Бен Ньюнам.
«Шарлотт Индепенденс» провёл свой дебютный матч 28 марта 2015 года против «Чарлстон Бэттери», проиграв на домашнем поле со счётом 2:3. Автором первого гола в истории клуба стал Джек Томпсон. Свою первую победу «Индепенденс» добыл 2 мая 2015 года, обыграв со счётом 1:0 «Луисвилл Сити».

## Текущий состав
| №  |                         | Поз. | Имя              | Год рождения |
| -- | ----------------------- | ---- | ---------------- | ------------ |
| 3  | Флаг США                | Защ  | Хью Робертс      | 1992         |
| 4  | Флаг США                | ПЗ   | Джейк Ареман     | 1996         |
| 11 | Флаг Аргентины          | ПЗ   | Валентин Сабелья | 1999         |
| 13 | Флаг Тринидада и Тобаго | ПЗ   | Кеван Джордж     | 1990         |

| №  |              | Поз. | Имя            | Год рождения |
| -- | ------------ | ---- | -------------- | ------------ |
| 17 | Флаг США     | Защ  | Клей Димик     | 1994         |
| 19 | Флаг Уругвая | Нап  | Энцо Мартинес  | 1990         |
| 22 | Флаг Либерии | Защ  | Хоэль Джонсон  | 1992         |
| 33 | Флаг США     | Вр   | Брэндон Миллер | 1989         |

## Главные тренеры
- Майк Джеффриз (2015—2018)
- Джим Магиннесс (2019)
- Майк Джеффриз (2019 — н. в.)

## Статистика выступлений
| Сезон | Дивизион | Лига | Регулярный чемпионат | Регулярный чемпионат | Регулярный чемпионат | Регулярный чемпионат | Плей-офф                  | Открытый кубок США | Средняя посещаемость |
| Сезон | Дивизион | Лига | В                    | Н                    | П                    | Поз.                 | Плей-офф                  | Открытый кубок США | Средняя посещаемость |
| ----- | -------- | ---- | -------------------- | -------------------- | -------------------- | -------------------- | ------------------------- | ------------------ | -------------------- |
| 2015  | 3        | USL  | 10                   | 10                   | 8                    | 7-е, Восток          | не квалифицировался       | 5-й раунд          | 1 800                |
| 2016  | 3        | USL  | 14                   | 8                    | 8                    | 5-е, Восток          | четвертьфинал конференции | 3-й раунд          | 1 375                |
| 2017  | 2        | USL  | 13                   | 9                    | 10                   | 5-е, Восток          | четвертьфинал конференции | 3-й раунд          | 1 615                |
| 2018  | 2        | USL  | 10                   | 12                   | 12                   | 11-е, Восток         | не квалифицировался       | 2-й раунд          | 1 659                |
| 2019  | 2        | USLC | 9                    | 11                   | 14                   | 13-е, Восток         | не квалифицировался       | 2-й раунд          | 1 750                |